# Конвой № 3731
Конвой № 3731 — японський конвой часів Другої світової війни, проведення якого відбувалось у липні — серпні 1943 року.
Пунктом призначення конвою був атол Трук у центральній частині Каролінських островів, де ще до війни створили потужну базу японського ВМФ, з якої до лютого 1944 року провадились операції у цілому ряді архіпелагів. Вихідним пунктом став розташований у Токійській затоці порт Йокосука (саме звідси традиційно вирушала більшість конвоїв на Трук).
До складу конвою увійшов транспорт «Сінюбарі-Мару», а також, ймовірно, судно «Тайан-Мару». Ескорт забезпечував переобладнаний тральщик «Тоші-Мару № 5».
Загін вирушив із порту 31 липня 1943 року, при цьому спершу він тримав курс на острів Сайпан (Маріанський архіпелаг), куди прибув 9 серпня. На підході до Сайпану додатковий ескорт забезпечував переобладнаний тральщик «Секі-Мару № 3».
12 серпня 1943 року конвой (щонайменше у складі «Сінюбарі-Мару») рушив далі. З Труку назустріч вийшов мисливець за підводними човнами CH-32, який 13 серпня перебрав на себе ескорт. Водночас «Тоші-Мару № 5» рушив на пошуки нафтоналивної баржі, яка зірвалась з буксира у транспорта «Санто-Мару», що прямував з конвоєм № 3726.
14 червня 1943 року якийсь підводний човен, ймовірно, USS Tullibee, тричі без успіху атакував «Сінюбарі-Мару», при цьому CH-32 також провів кілька безрезультатних контратак.
16 серпня 1943 року конвой успішно прибув на Трук.